# Her (groupe)
Pour les articles homonymes, voir Her.
Her était un groupe français de soul, originaire de Rennes, en Ille-et-Vilaine. Formé en 2015, il est composé de Simon Carpentier et Victor Solf.

## Histoire

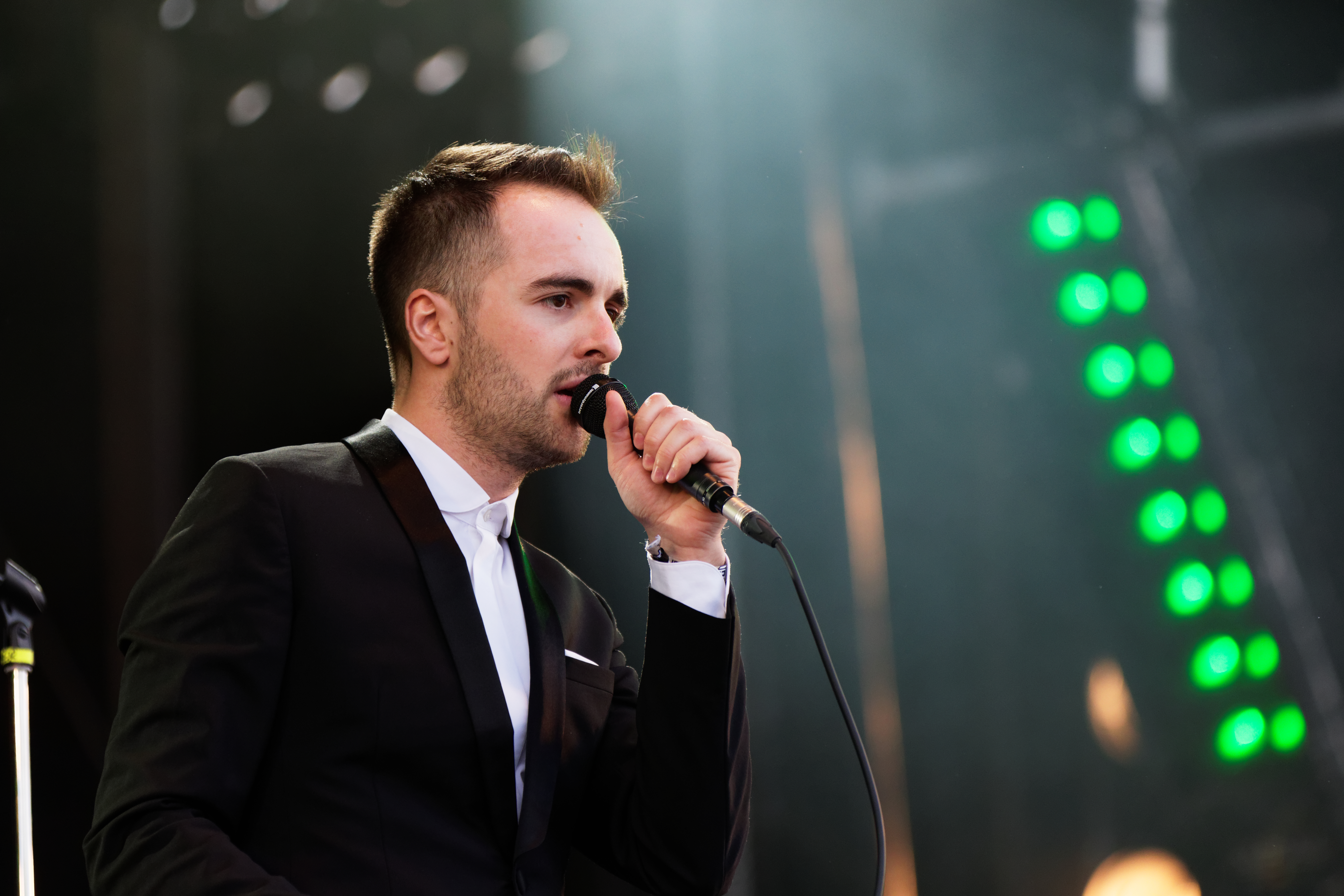
Simon Carpentier en 2016.

Après avoir passé une année scolaire aux États-Unis, Simon Carpentier rencontre Victor Solf, revenu d'Allemagne, au lycée Émile-Zola de Rennes, où ils créent leurs premiers morceaux à seize ans,. Ils entrent plus tard au conservatoire pour apprendre la musique classique qui les aidera dans la composition et les harmonies de leurs titres. Pendant six ans, ils sont membres du groupe d'électro pop rennais The Popopopops, formé en 2007, avec lequel ils font deux EP, suivi d'un album intitulé Swell et de plusieurs concerts.
Her est formé en avril 2015, leur premier EP Her Tape #1 sort en 2016. Leurs premiers singles sont Quite Like et Five Minutes. Le clip vidéo de la chanson Quite Like est réalisé par Raphaël Frydman et produit par Partizan[source secondaire souhaitée]. 
Simon Carpentier meurt le 13 août 2017 d'un cancer. Il avait 27 ans. Leur premier album, Her, sort le 30 mars 2018. Le jeudi 4 octobre 2018, lors d'un concert à Angers (5 ans après son passage avec The Popopopops), Victor Solf annonce l'arrêt du groupe Her, après la fin de la tournée. Il explique qu'il ne quitte pas la musique et qu'il est actuellement en train de mettre en place un projet solo. Le groupe se produit une dernière fois en France au Zénith de Paris - La Villette le samedi 2 février 2019 devant 6 800 spectateurs.
En septembre 2024, la ville de Rennes rend hommage à Simon Carpentier et inaugure une scène à son nom dans le parc du Thabor. À cette occasion, un concert hommage est joué sur cette scène par des anciens membres du groupe Her et du groupe The Popopopops.

## Membres
- Victor Solf - chant, claviers
- Simon Carpentier - voix
- Thomas Clairice - basse
- Louis Kuipers - guitare

D'autres membres ont ponctuellement participé au groupe en 2018 à la suite de la mort de Simon Carpentier : 
- David Sultan - basse
- Louis-Marin Renaud - guitare
- Mathieu Gramoli - batterie